# 胱天蛋白酶5
胱天蛋白酶5（英语：Caspase 5）是一种在人类中由CASP5基因编码的酶，属于胱天蛋白酶家族。该酶是一种在天冬氨酸残基处以蛋白水解方式裂解其他蛋白质的酶。该酶与胱天蛋白酶1、4以及鼠同源物胱天蛋白酶11一样，都是一种炎性胱天蛋白酶，在免疫系统中发挥作用。